# Telmatoscopus acrobeles
Telmatoscopus acrobeles är en tvåvingeart som beskrevs av Quate 1967. Telmatoscopus acrobeles ingår i släktet Telmatoscopus och familjen fjärilsmyggor. Inga underarter finns listade i Catalogue of Life.